# .eco
.eco — домен верхнего уровня, предложенный инициативной группой Dot Eco для ресурсов, связанных с экологией, энергосбережением и борьбой с глобальным потеплением. Инициатива введения данного домена получила поддержку Альянса по защите климата, возглавляемого лауреатом Нобелевской премии Альбертом Гором. Утверждён ICANN в качестве общего домена верхнего уровня со свободной регистрацией 25 апреля 2017 года.